# Tõnu Lepik
Tõnu Lepik (* 1. května 1946) je bývalý sovětský atlet estonské národnosti, halový mistr Evropy ve skoku do dálky.
Na přelomu 60. a 70. let 20. století patřil do evropské dálkařské špičky. Na evropských halových hrách v roce 1968 skončil druhý, na olympiádě v Mexiku ve stejné sezóně obsadil páté místo v osobním rekordu 809 cm. V roce 1969 vybojoval na evropském šampionátu pod širým nebem bronzovou medaili a v roce 1970 se stal premiérovým halovým mistrem Evropy. Při dalších evropských šampionátech v letech 1971 a 1974 se dostal do dálkařského finále, skončil sedmý, resp. osmý. Jeho poslední mezinárodní start byl na olympiádě v roce 1976, kde však do finále nepostoupil.